# Hope (Meg Mac)
Hope è il secondo album in studio della cantautrice australiana Meg Mac, pubblicato nel 2019.

## Tracce
1. Give Me My Name Back – 3:11
2. Something Tells Me – 3:36
3. Hope – 4:35
4. Head Away – 3:56
5. I'm Not Coming Back – 3:06
6. Want Me to Stay – 3:29
7. Before Trouble – 5:31